# Gina Sanmiguel
Gina Zita Sanmiguel Palacios (1956/1957) es una abogada y política ecuatoriana y la primera mujer en ocupar la prefectura de la provincia de Napo.

## Trayectoria pública
Se inició en la política como concejala cantonal de la ciudad de Tena. Para las elecciones legislativas de 2002 intentó ganar una curul auspiciada por el partido Democracia Popular, pero el método de asignación de escaños le impidió alcanzar la diputación a pesar de haber obtenido el segundo lugar.
En las elecciones seccionales de 2004 fue elegida prefecta de la provincia de Napo por el Partido Social Cristiano, convirtiéndose en la primera mujer en ocupar dicho cargo. Entre las obras más destacadas de su administración se cuentan la finalización del Coliseo Mayor, la construcción del segundo piso del edificio de la prefectura y la creación de la
Ordenanza Reformatoria de los símbolos de la provincia de Napo.
En febrero de 2006 fue brevemente encarcelada por su participación en protestas contra el régimen del presidente Alfredo Palacio.
Para las elecciones de 2009 intentó ser reelegida como prefecta bajo el auspicio del movimiento Shayari, pero fue derrotada por Sergio Chacón.
En las elecciones legislativas de 2013 fue elegida asambleísta nacional en representación de la provincia de Napo por el movimiento oficialista Alianza PAIS. Sin embargo, renunció a su curul en noviembre del mismo año para participar como candidata a la alcaldía de Tena en las elecciones seccionales de 2014. En las mismas fue superada por Kléver Ron, del partido Creando Oportunidades.